# 第8哨戒飛行隊 (アメリカ海軍)
第8哨戒飛行隊（だい8しょうかいひこうたい、英: Patrol Squadron 8、略称：VP-8）は、アメリカ海軍大西洋艦隊海軍航空軍第11哨戒・偵察航空団隷下の哨戒部隊。愛称はファイティング・タイガース（英: The Fighting Tigers）。1942年9月1日にバージニア州ノーフォーク海軍基地で編成された第201哨戒飛行隊（英: Patrol Squadron 201、略称：VP-201）が起源で、1944年10月1日に第201哨戒爆撃飛行隊（英: Patrol Bombing Squadron 201、略称：VPB-201）、1946年5月15日に第201哨戒飛行隊、同年11月15日に第1中型水上機哨戒飛行隊（（英: Patrol Squadron, Medium Seaplane 1、略称：VP-MS-1）、1947年6月5日に第8中型哨戒飛行隊（陸上）（英: Medium Patrol Squadron (Landplane) 8、略称：VP-ML-8）、1948年9月1日に第8哨戒飛行隊へと改編された。フロリダ州ジャクソンビル海軍航空基地に所在し、哨戒機としてP-8Aを運用する。

## 配備基地の変遷
第8哨戒飛行隊は、これまでに以下の航空基地に配備されている。
- ノーフォーク海軍基地（バージニア州ノーフォーク）（1942年9月 - 1942年10月）
- バナナ・リバー海軍航空基地（英語版）（フロリダ州ココアビーチ）（1942年10月 - 1943年2月）
- ノーフォーク海軍基地（バージニア州ノーフォーク）（1943年2月 - 8月）
- バミューダ海軍航空基地（英語版）（バミューダ諸島セントデービッド島）（1943年8月 - 1944年6月）
- ノーフォーク海軍基地（バージニア州ノーフォーク）（1944年6月 - 7月）
- キーウェスト海軍航空基地（フロリダ州キーウェスト）（1944年7月 - 1945年5月）
- ココ・ソロ海軍航空基地（パナマ運河地帯）（1945年5月 - 1946年3月）
- ルーズベルト・ローズ海軍基地（英語版）（プエルトリコセイバ（英語版））（1946年3月 - 1947年12月）
- ノーフォーク海軍基地（バージニア州ノーフォーク）（1947年12月 - 1948年9月）
- クオンセット・ポイント海軍航空基地（英語版）（ロードアイランド州ノースキングスタウン）（1948年9月 - 1958年4月）
- シンコティーグ海軍補助航空基地（英語版）（バージニア州シンコティーグ（英語版））（1958年4月 - 1959年7月）
- ノーフォーク海軍基地（バージニア州ノーフォーク）（1959年7月 - 1961年7月）
- パタクセント・リバー海軍航空基地（メリーランド州セントメアリーズ郡）（1961年7月 - 1971年7月）
- ブランズウィック海軍航空基地（英語版）（メイン州ブランズウィック（1971年7月 - 2008年11月）
- ジャクソンビル海軍航空基地（フロリダ州ジャクソンビル）（2008年11月 - ）

## 歴代運用機

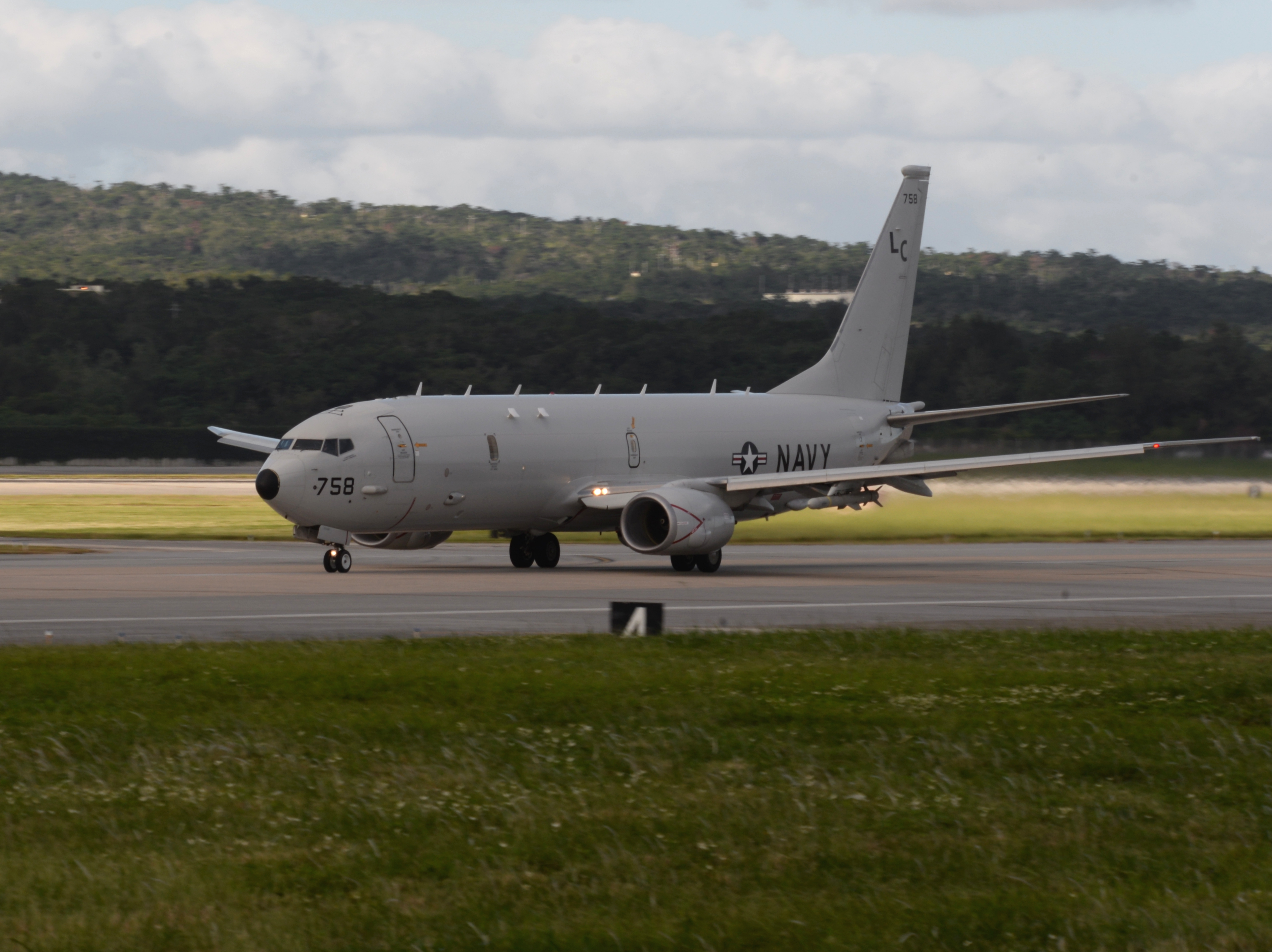
VP-8で運用するP-8A

第8哨戒飛行隊には、これまでに以下の航空機が配備されている。
- 哨戒機
  - PBM-3/C/S/-5E（1942年 - 1947年）
  - P2V-3/-5F（1947年 - 1962年）
  - P-3B/C（1962年 - 2014年）
  - P-8A（2014年 - ）

## 栄典
第8哨戒飛行隊は以下の勲章を受章している。
| 略綬 | 名称                 |
| ---- | -------------------- |
|      | 統合勲功部隊表彰     |
|      | 海軍殊勲部隊章       |
|      | 海軍部隊勲功章       |
|      | 海軍派兵記章         |
|      | 沿岸警備隊殊勲部隊章 |
|      | 海軍Eリボン          |
|      | 東南アジア従軍記章   |